# Carlo Cioccari
Carlo Cioccari (* 2. Februar 1829 in Mailand; † 12. Januar 1891 in Kairo, heimatberechtigt in Osco) war ein Schweizer Sekundarlehrer, Arzt, Dichter und Publizist.

## Leben
Carlo Cioccari war Sohn des Giovanni. Er heiratete Angelica Solichon. Er studierte in den Seminaren von Pollegio und Monza. Er unterrichtete Literatur an Tessiner Schulen, schloss dann sein Medizinstudium in Universität Pavia  im Jahr 1863 ab und übte seinen Beruf in Italien und ab 1877 in Ägypten aus. Er war Autor medizinischer Publikationen, die in Italien (La medicina nell’umanità, 1863; Patogenesi del cholera, 1867) und für die Zeitschrift Il conservatore della salute von 1870 bis 1873 erschienen.
Cioccari ist auch für sein poetisches Schaffen bekannt. Er veröffentlichte im Tessin ein romantisches Gedicht (Eleusina, 1858) und eine Giuseppe Garibaldi gewidmete Odensammlung mit historischem und patriotischem Inhalt (Lagrime, speranze e amore, 1861). Zusammen mit seiner Frau war er 1861 Herausgeber der Familienunterhaltungszeitschriften L’amica di casa und Il Faro delle Alpi von 1862 bis 1863.